# Ханкуль (посёлок станции)
Ханку́ль — посёлок при станции в Аскизском районе Хакасии Российской Федерации. Входит в сельское поселение Усть-Камыштинский сельсовет.

## География
Расположен в 48 км к северу от райцентра — села Аскиз. Станция Ханкуль на железной дороге Абакан — Новокузнецк.
В 2 км к юго-западу от посёлка находится озеро Ханкуль. Имеется скважина для набора минеральной воды «Ханкуль».

## История
Образован в 1960 году после строительства железнодорожной линии от Новокузнецка к Ачинско-Минусинской железной дороге и основания в 1959 году станции Ханкуль.

## Население
| 2002 | 2010 |
| ---- | ---- |
| 77   | ↘74  |

### Историческая численность населения
Число хозяйств — 21, население — 61 чел. (01.01.2004), 74 чел. (2010), русские, хакасы.

## Инфраструктура
Личное подсобное хозяйство с зоной сельскохозяйственного использования, индивидуальная застройка усадебного типа. Число хозяйств — 21 (01.01.2004).